# Sphagnum subobesum
Sphagnum subobesum är en bladmossart som beskrevs av Warnstorf 1900. Sphagnum subobesum ingår i släktet vitmossor, och familjen Sphagnaceae. Inga underarter finns listade i Catalogue of Life.